# ديفيد لوسون
ديفيد لوسون (بالإنجليزية: David Lawson)‏ (22 ديسمبر 1947 في المملكة المتحدة - ) هو لاعب كرة قدم بريطاني في مركز حراسة المرمى. لعب مع ستوكبورت كونتي ونادي إيفرتون ونادي لوتون تاون ونيوكاسل يونايتد وهدرسفيلد تاون ونادي برادفورد بارك أفنيو.

## وصلات خارجية
- ديفيد لوسون على موقع قاعدة بيانات كرة القدم.إي يو (الإنجليزية)